# Гун, Геннадий Семёнович
Геннадий Семёнович Гун (3 июня 1939, Кировоград — 25 января 2020, Израиль) — российский учёный-металлург, специалист в области обработки металлов давлением, доктор технических наук, профессор, заслуженный деятель науки РФ (1997), лауреат премии Правительства РФ в области науки и техники (1999).

## Биография
Родился в Кировограде 3 июня 1939 года. Брат Рудольфа Семёновича Гуна, сын инженера-металлурга Семёна Борисовича Гуна. Вырос в Магнитогорске.
Окончил школу № 16 (1956, с серебряной медалью) и металлургический факультет Магнитогорского горно-металлургического института (МГМИ) (1961).
Там же: ассистент (1962—1965), младший научный сотрудник и аспирант (1965—1968), старший преподаватель (1968—1969), доцент (1969—1980), старший научный сотрудник (1980—1985), с 1985 профессор, заведующий кафедрой материаловедения, качества и сервиса металлургических и машиностроительных технологий (1987—2007), профессор кафедры машиностроительных и металлургических технологий (с 2007), проректор по научной работе (2003—2007), с 2007 г. — советник ректора (на правах проректора).
В 1968 г. защитил кандидатскую, в 1985 — докторскую диссертацию на тему «Совершенствование технологии производства высокоточных профилей оптимизацией по комплексному критерию качества».
Специалист в области обработки металлов давлением, оценки качества продукции и технологий. Создал новое направление в области квалиметрии, управления технологическими процессами обработки металлов давлением. Под его руководством и при личном участии разработаны процессы получения высокоточных профилей из композиционных и порошковых материалов для металлургического и машиностроительного производства.
Автор (соавтор) более 150 научных трудов, в том числе 12 монографий и 7 изобретений. Под его редакцией издано 17 сборников научных трудов по обработке сплошных и слоистых материалов. Организовал 6 международных научно-технических конференций.
Г.С. Гун разработал и возглавлял систему эстетического воспитания студентов МГМИ в качестве его проректора по эстетическому воспитанию на общественных началах, организовал студенческий камерный оркестр, который под его руководством стал лауреатом международных и национальных фестивалей и конкурсов. Как руководитель студенческой филармонии в 1984 году был удостоен почётного звания «Заслуженный работник культуры РСФСР».
Монографии:
- Стальная проволока: монография / Х. Н. Белалов, Н. А. Клековкина, Г. С. Гун, А. Г. Корчунов, М. А. Полякова Магнитогорск: Изд-во Магнитогорского государственного технического университета им. Г. И. Носова, 2011. 689 с.
- Управление качеством продукции в технологиях метизного производства: монография / А. Г. Корчунов, М. В. Чукин, Г. С. Гун, М. А. Полякова М.: Издательский дом «Руда и металлы», 2012. 164 с.
- Производство высокопрочной стальной арматуры для железобетонных шпал нового поколения: монография / Под общей редакцией М. В. Чукина. Авторский коллектив: Чукин М. В., Корчунов А. Г., Бакшинов В. А., Барышников М. П., Гун Г. С., Долгий Д. К., Ефимова Ю. Ю., Колокольцев В. М., Копцева Н. В., Куранов К. Ю., Лебедев В. Н., Мезин И. Ю., Полякова М. А. Чукин В. В. М.: Металлургиздат, 2014. 276 с.

Заслуженный работник культуры РСФСР (1984). Заслуженный деятель науки РФ (1997). Лауреат премии Правительства РФ в области науки и техники (1999).
Умер 25 января 2020 года в Израиле, где находился на лечении, после продолжительной болезни. Церемония прощания состоялась 30 января 2020 года в Магнитогорском государственном техническом университете. Похоронен на Правобережном кладбище Магнитогорска.